# ランボルギーニ・350GTV
ランボルギーニ・350GTV (Lamborghini 350GTV)はイタリアの自動車メーカーであるランボルギーニが製造したコンセプトカーである。
ランボルギーニ初の量産車である350GTのプロトタイプにあたり、1963年のトリノ・オートショーで発表された。

## 概要
350GTVの由来は、エンジンの排気量3.5L、グランドツアラーの「GT」とイタリア語で「速い」を意味する「Veloce」から取られている。
350GTVはフランコ・スカリオーネによって設計され、イタリアのトリノで製造された。フェルッチオ・ランボルギーニはデザイナーに、アストンマーティン・DB4のようなリアボディワーク、ジャガー・Eタイプのようなフロントを反映したスタイリングを要求したと伝えられている。350GTVはリトラクタブルヘッドライトや左右6本出しのマフラーなど当時では珍しい装備を備えていた。ボディはアルミニウムとスチールで作られた。
フェルッチオ・ランボルギーニはジオット・ビッザリーニにエンジンの制作を依頼した。このとき開発されたV型12気筒エンジンは、ムルシエラゴまでのランボルギーニV12シリーズを支えることになった。
しかし、組立時に開発したエンジンがボディに入らないことが分かり、ランボルギーニはエンジンベイにレンガを入れて重量を水増しし、トリノオートショーの間はボンネットを閉じた状態で展示した。未完成状態の350GTVにはブレーキキャリパー、フットペダル、ワイパーも取り付けられていなかった。
その後350GTVはランボルギーニの工場に保管され、後に走行可能な状態にするための改良が行われた。改良の過程で、オーナーの要望により、ボディカラーが元の淡いブルーから深いメタリックグリーンに再塗装された。
その後350GTVは日本のコレクターに売却され、則竹功雄のコレクションとして保管された。現在はイタリアのサンターガタ・ボロニェーゼにあるランボルギーニミュージアムに収蔵されている。